# Helena Šrámková

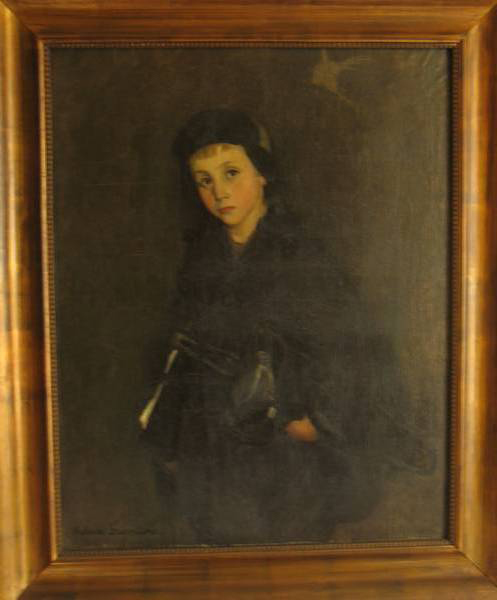
Obraz Adli získal první cenu v roce 1924 na Salónu v Paříži (olej na plátně 90x70 cm)

Helena Šrámková (23. ledna 1883 Sedlčany – 26. února 1974 Jaroměř) byla česká akademická malířka, restaurátorka obrazů a představitelka českého meziválečného „ženského umění“.

## Život
Helena Šrámková se narodila v Sedlčanech u Tábora jako nejmladší ze tří dcer smiřického rodáka Josefa Šrámka, vrchního komisaře finanční stráže, a matky Františky, rozené Hrdličkové. Pokrokový otec dopřál všem svým dcerám vzdělání; nejstarší Amálie vystudovala hru na klavír a v Bulharsku, kam se provdala, založila hudební školu. Prostřední Olga jako jedna z prvních dívek vystudovala českou filozofickou fakultu Karlo-Ferdinandovy univerzity v Praze a v roce 1903 zde byla promována na doktorku. Nejmladší Helena od mládí inklinovala k malování. Studovala na Uměleckoprůmyslové škole v Praze malbu u profesora Josefa Schussera, který ji naučil základům kompozičním, a poté u uznávaného malíře profesora Jakuba Schikanedera, který ji velice ovlivnil svým pojetím šerosvitu. Poté studovala krajinomalbu v Paříži u profesorů Luciena Simona a Reného Ménarda. V roce 1931 podnikla stipendijní cestu do Itálie a Bulharska.
Byla spoluzakladatelkou Kruhu výtvarných umělkyň v Praze, s nimiž hlavně vystavovala, sedm let jeho předsedkyní a poté čestnou členkou. V roce 1926 byla jmenována členkou poradního sboru pro odbor výtvarného umění při ministerstvu školství a národní osvěty. Dále byla členkou Klubu výtvarných umělců Aleš (KVU Aleš) a Českého fondu výtvarných umělců (ČFVU). Přátelila se s dětmi Mikoláše Alše, Tomášem a Marianou.
Helena Šrámková zůstala svobodná a bezdětná. Bydlela ve Smiřicích, v Mlýnské (před válkou Mautnerově) ulici v domě čp. 120. Ateliér měla také v Praze, v ulici Ve Smečkách v domě čp. 6. V pozdějším věku žila v chudých poměrech a malovala na zakázku, aby si vydělala na obživu a údržbu domu ve Smiřicích. Poslední dochovaný dopis z její pozůstalosti je datován únorem 1967, v němž si Šrámková, kdysi tak uznávaná malířka, trpce stěžuje svému synovci na svůj život, nepochopení světem, samotu i bídu. 2. července 1971 odešla malířka do domova důchodců v Novém Hradci. Zemřela 26. února 1974 v nemocnici v Jaroměři v jednadevadesáti letech. Pochována je v rodinné hrobce na Vyšehradě spolu se svými rodiči.

## Dílo
Helena Šrámková malovala především portréty (Adli, Bretoňka, F. F. Plamínková, Slečna E. V., Msgre A. S., Msgre J. S., Umělkyně E. K. Ž., Gorenka, Lidunka, Umělkyně K. V., Vesnické děvče, Sedící akt se zrcadlem, Portrét chorého) a krajiny (Turecký kostel v Šumenu, Kandlův mlýn v květnu, Měsíční noc v Karavankách, Kočna a Storžič, Krajina s mlýnem, Šumava, Sluneční paprsky v Alpách, Veitfällské slatě, Šumavský vodopád, Horská vesnice, Krkonoše, Hory u Visu, Přístav ve Visu, Kvetoucí hruška, Moře); akvarely i oleje. Restaurovala též poškozené a ztmavlé obrazy.
Nejznámějším obrazem Šrámkové je Adli (olej na plátně 90x70 cm), portrét asi desetiletého Karla Fischera, jejího synovce, který získal první cenu v roce 1924 na Salónu v Paříži a který reprodukoval časopis Zlatá Praha.
V letech 1915 až 1918 vystavovala na výstavách českých výtvarníků v Mánesu v Praze a v Hradci Králové, na všech členských výstavách Kruhu výtvarných umělkyň v Praze, Hradci Králové, Olomouci, Košicích, Plzni a Kroměříži. V zahraničí vystavovala na mezinárodní výstavě v Aténách, na mezinárodní výstavě akvarelů v Miláně, na výstavě německých umělkyň ve Vídni, na mezinárodní výstavě ženského umění v Buenos Aires, dále v Sofii, Bělehradě, Záhřebu, Bukurešti a USA. V roce 1927 souborně vystavovala v Galerii Fabre v Paříži, roku 1936 pak v pavilonu Myslbek v Praze. Dále se účastnila výstav KVU Aleš a Zlínských salónů. Za války uspořádala soubornou výstavu ve Dvoraně, spolu s místními amatéry, panem učitelem Kubelkou, JUDr. Nebeským, panem Sedlickým a dalšími. Výstavu uspořádal Adolf Mahler, smiřický knihkupec a kulturní činitel, spolu s Ladislavem Burešem.

### Galerie

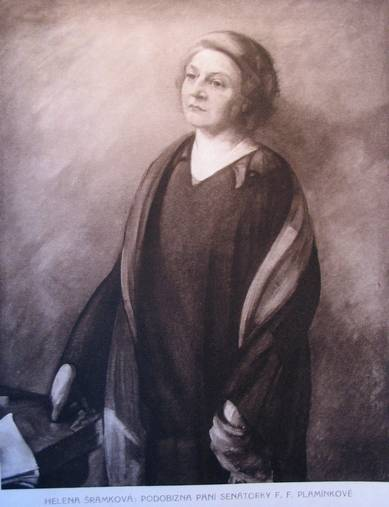
Portrét senátorky F. F. Plamínkové (1875-1942)
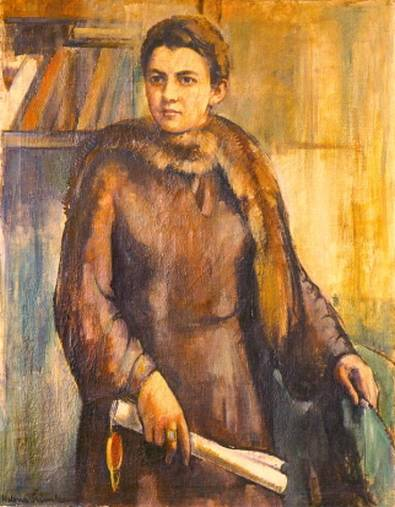
Portrét MUDr. Anny Honzákové (1875-1940)
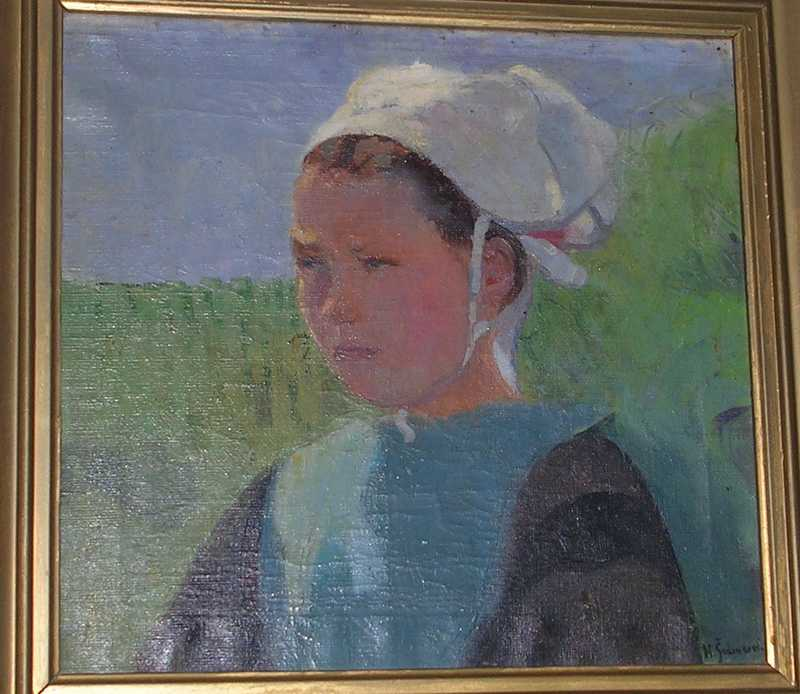
Bretoňka (Mladá žena z Bretagne)
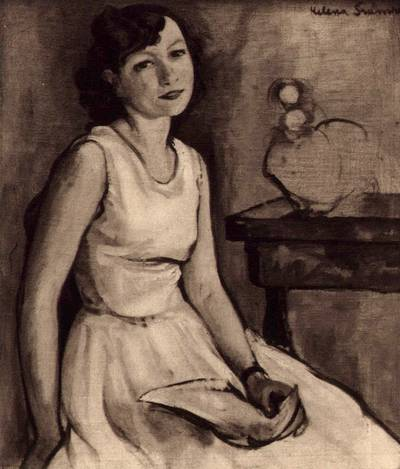
Portrét dívky
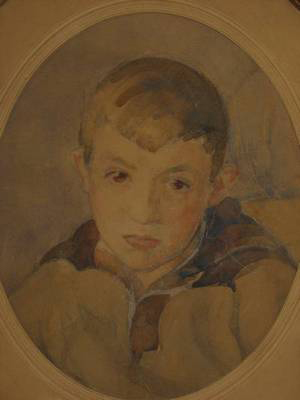
Dětský portrét Adliho
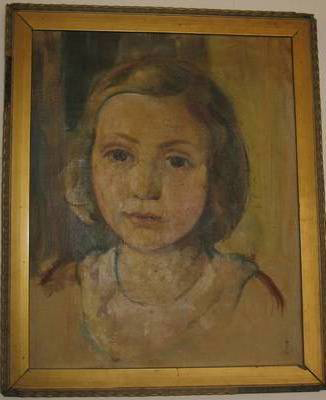
Nedokončený dětský portrét Evy
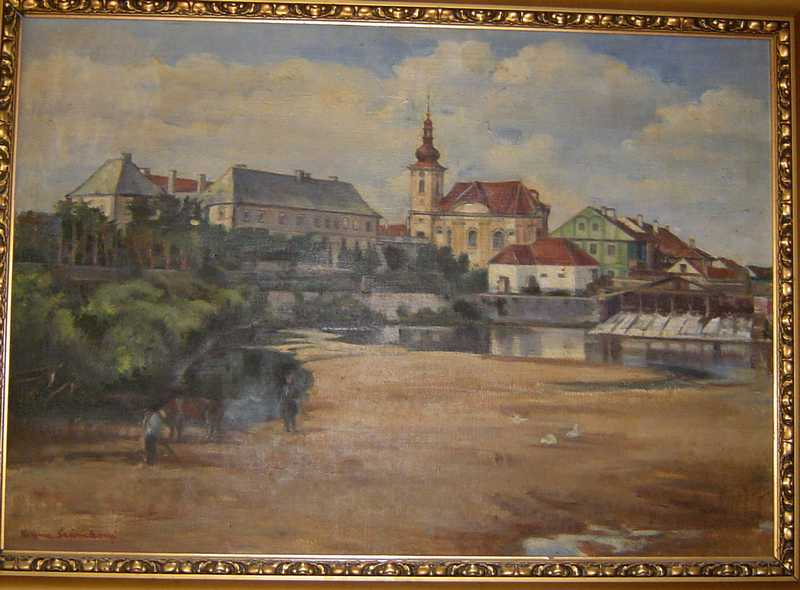
Smiřický zámek a kostel
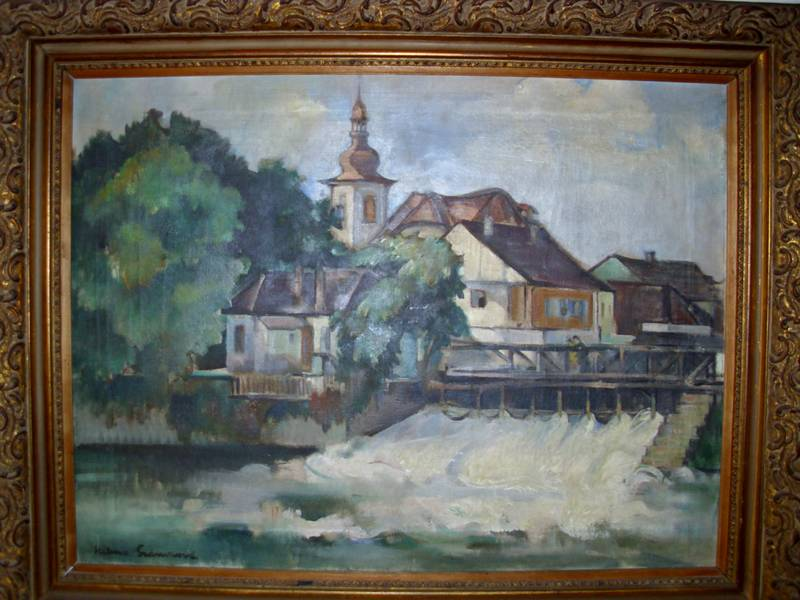
Jez ve Smiřicích
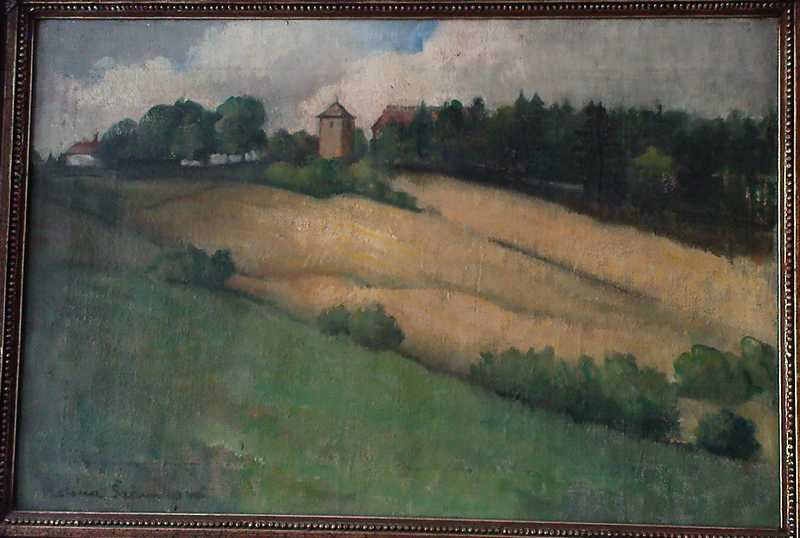
Svatý Václav – Kostel na Chloumku
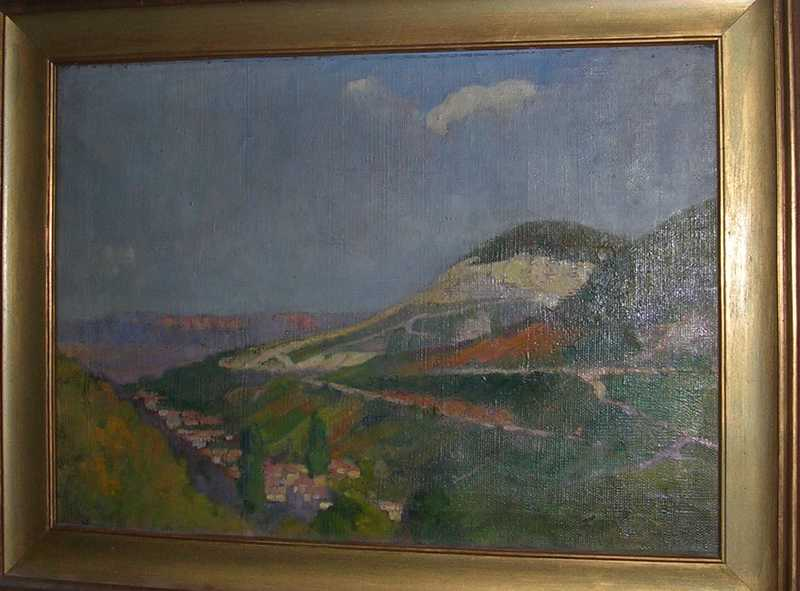
Šumen (Bulharsko)
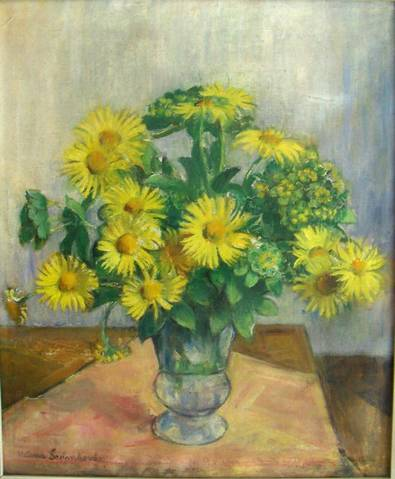
Kopretiny a pryšec